# ميشيل (لاعب كرة قدم مواليد 1981)
ميشيل (بالإيطالية: Michel Garbini Pereira؛ بالبرتغالية: Michel Garbini Pereira) هو لاعب كرة قدم برازيلي وإيطالي في مركز ظهير ‏، ولد في 9 يونيو 1981 في فيتوريا في البرازيل. شارك مع منتخب البرازيل تحت 23 سنة لكرة القدم. أما مع النوادي، فقد لعب مع أتلتيكو باراناينسي وأتلتيكو مينيرو وأريس تسالونيكي وستاندارد لييج ونادي دالاس ونادي فيلا نوفا ونادي ناوتيكو.

## وصلات خارجية
- ميشيل (لاعب كرة قدم مواليد 1981) على موقع الدوري الأمريكي (الإنجليزية)
- ميشيل (لاعب كرة قدم مواليد 1981) على موقع قاعدة بيانات كرة القدم.إي يو (الإنجليزية)
- ميشيل (لاعب كرة قدم مواليد 1981) على موقع Soccerbase.com (لاعب) (الإنجليزية)
- ميشيل (لاعب كرة قدم مواليد 1981) على موقع Soccerway.com (الإنجليزية)
- ميشيل (لاعب كرة قدم مواليد 1981) على موقع عالم كرة القدم.نت (الإنجليزية)
- ميشيل (لاعب كرة قدم مواليد 1981) على موقع AS.com (الإسبانية)